# Vallée d'Aoste Petit Rouge
Le Vallée d'Aoste Petit Rouge est un vin rouge italien de la région autonome Vallée d'Aoste doté d'une appellation DOC depuis le 30 juillet 1985. Seuls ont droit à la DOC les vins récoltés à l'intérieur de l'aire de production définie par le décret. Les vignobles autorisés se situent en Vallée d'Aoste dans les communes de Aoste, Arnad, Arvier, Avise, Aymavilles, Bard, Brissogne, Challand-Saint-Victor, Chambave, Champdepraz, Charvensod, Châtillon, Donnas, Fénis, Gressan, Hône, Introd, Issogne, Jovençan, La Salle, Montjovet, Morgex, Nus, Perloz, Pollein, Pontey,  Pont-Saint-Martin, Quart,  Saint-Christophe,  Saint-Denis, Saint-Nicolas,  Saint-Vincent, Sarre, Verrayes, Verrès, Villeneuve.

## Caractéristiques organoleptiques
- couleur : rouge rubis vif.
- odeur : intense, fruité, avec des arômes d’églantine et de violette
- saveur : sec, velouté, légèrement tannique, moyennement corsé.

Le Vallée d'Aoste Petit Rouge se déguste à une température de 14 à 16 °C et il se gardera  2 – 3 ans. 

## Production
Province, saison, volume en hectolitres :
- pas de données disponibles